# Scheueria
Scheueria är ett släkte av tvåvingar. Scheueria ingår i familjen gallmyggor.
Kladogram enligt Catalogue of Life:
| Scheueria | \| \| Scheueria agglomerata \| \| \| \| \| \| Scheueria longicornis \| \| \| \| \| \| Scheueria schefflerae \| \| \| \| |
|           | \| \| Scheueria agglomerata \| \| \| \| \| \| Scheueria longicornis \| \| \| \| \| \| Scheueria schefflerae \| \| \| \| |
|           | Scheueria agglomerata                                                                                                   |
|           | |
|           | Scheueria longicornis                                                                                                   |
|           | |
|           | Scheueria schefflerae                                                                                                   |
|           | |